# Unter den Eichen (Berlin)
Die Straße Unter den Eichen in den Berliner Ortsteilen Lichterfelde und Dahlem des Bezirks Steglitz-Zehlendorf führt als Verlängerung der Schloßstraße von der Straße Am Fichtenberg bis zur Kreuzung mit dem Dahlemer Weg/Thielallee, wo sie in die Berliner Straße übergeht.
Die verkehrsreiche Straße mit einer Länge von rund 2340 m ist ein Bestandteil der innerstädtischen Verbindung zwischen den Zentren der Ortsteile Steglitz und Zehlendorf und der Bundesstraße 1 von Berlin nach Potsdam. Sie verläuft im Bereich des Botanischen Gartens mit zwei Fahrspuren in jeder Richtung plus einer parallel geführten Anliegerstraße an der Südseite. Westlich des Asternplatzes wird sie wesentlich breiter, hat einen breiten Mittelstreifen und mehr Fahrspuren. Im Bereich der Kreuzung mit der Habelschwerdter Allee/Drakestraße wird die Hauptfahrbahn vierspurig als Untertunnelung geführt, wobei je Fahrtrichtung zwei Fahrstreifen oberirdisch zur Kreuzung geführt werden.

## Bebauung
Die Nordseite der Straße westlich der Habelschwerdter Allee gehört zu Dahlem, zum Ortsteil gehörend die Grundstücke 1–63, 84e–96 (fortlaufend) und 97–135 (rücklaufend).
Die Straße ist teilweise mit geschlossenen Wohnblöcken bebaut. An ihr liegen auch der Botanische Garten und die Bundesanstalt für Materialprüfung.

## Geschichte
Die Straße ist Teil der 1792 fertiggestellten Berlin-Potsdamer Chaussee, der ersten gepflasterten Kunststraße im Königreich Preußen. Am 6. Januar 1911 wurde dieser Abschnitt der Potsdamer Chaussee nach den Eichen benannt, mit denen die Straße damals beiderseits bepflanzt war. Als 1932 erstmals in Deutschland Fernverkehrsstraßen nummeriert wurden, war die Straße Bestandteil der Fernverkehrsstraße 1. Ab 1934 war sie Teil der Reichsstraße 1 und seit 1949 gehört sie zur Bundesstraße 1
Im Jahr 1934 wurde die Straße vierstreifig ausgebaut, dazu mussten die mächtigen alten Alleebäume gefällt werden.
Ende der 1960er Jahre wurde im Abschnitt zwischen Asternplatz und Thielallee begonnen, diese Straße erneut wesentlich zu verbreitern. Dabei wurde die nördliche Randbebauung fast komplett abgerissen. Unter anderen 1968 das Haus Kamillenstraße 6, in dem Bundespräsident Theodor Heuss und seine Frau Elly Heuss-Knapp lebten, 1965 ein Pförtnerhaus und ein Dienstbotenwohnhaus des denkmalgeschützten, ehemaligen Kaiserlichen Gesundheitsamtes, sowie fünf Häuser der Mietwohnanlage Dahlem II von Erich Köhn (zwischen Rudeloffweg und Von-Laue-Straße), die heute unter Denkmalschutz steht. Im Bereich der Kreuzung mit der Habelschwerdter Allee/ Drakestraße wurde eine Untertunnelung gebaut, die die Hauptfahrbahnen der Straße vierspurig aufnimmt.
Geplant war auch eine Verbreiterung der Straße im Abschnitt des Botanischen Gartens, unter Verlust aller Gebäude des südlichen Eingangsbereiches sowie Teile des Gartens. Im Laufe der 1970er Jahre änderten sich jedoch die verkehrspolitischen Vorgaben, sodass dies nicht mehr ausgeführt wurde.

## Verkehr

### Ehemalige Straßenbahnstrecke
Die Westliche Berliner Vorortbahn eröffnete am 26. April 1913 die Straßenbahnverbindung von der Schloßstraße Ecke Lichterfelder Chaussee (heute: Hindenburgdamm) bis zur Kreuzung Unter den Eichen Ecke Drakestraße. Die Strecke wurde unter Führung der Berliner Straßenbahn am 20. Juni 1926 bis zum Dahlemer Weg erweitert. Eine angedachte Verlängerung bis zur Glienicker Brücke und die Verknüpfung mit dem Potsdamer Straßenbahnnetz kam nie zustande.
Infolge von Straßenbaumaßnahmen wurde die Strecke am 15. Januar 1934 stillgelegt und in der Folge die in Straßenrandlage verlegten Gleise entfernt.

### Öffentlicher Personennahverkehr
Die Straße Unter den Eichen wird auf der gesamten Länge von der Buslinie M48 mit sechs Haltestellen bedient. Außerdem wird sie von den Buslinien M11 und 101 tangiert. Südlich verläuft in rund 200 m Entfernung über die gesamte Länge die parallel geführte S-Bahn-Linie S1 auf der Trasse der Wannseebahn.